# Charles Corver
Charles George Reinier Corver (Leiden, 16 de janeiro de 1936 – Leidschendam, 10 de novembro de 2020) foi um árbitro de futebol, empresário e político neerlandês.

## Carreira
Filiado à FIFA em 1972, Corver apitou seu primeiro jogo internacional em novembro do mesmo ano, entre Escócia e Dinamarca, pelas eliminatórias da Copa de 1974, mas não foi selecionado para a competição.
Esteve presente na Copa de 1978, trabalhando na partida entre Áustria e Suécia, e na 1980. Na Copa de 1982, foi bandeirinha na histórica partida que terminou com vitória da Hungria por 10 a 1 sobre El Salvador, e também na vitória do Brasil por 4 a 0 sobre a Nova Zelândia, e apitou o jogo entre Inglaterra e Tchecoslováquia, na primeira fase.
Porém, Corver tornou-se conhecido na partida entre Alemanha Ocidental e França, quando não viu 2 lances, ambos envolvendo o goleiro Harald Schumacher; no primeiro, deu um empurrão em Didier Six após ser atingido, mas Corver não viu. O mais famoso foi quando Patrick Battiston, que havia entrado minutos antes, foi violentamente atingido por Schumacher. O árbitro demorou para perceber o incidente e, após permitir a entrada da equipe médica para retirar o volante, não expulsou o goleiro e deu tiro de meta, revoltando a torcida e os jogadores franceses. Este foi o último jogo de Corver como árbitro em Copas do Mundo.
Em nível de clubes, Corver apitou as finais da Copa da UEFA de 1976–77 e da Taça dos Clubes Campeões Europeus de 1977–78. Encerrou sua carreira como árbitro em 1983, e foi eleito o árbitro neerlandês do Século XX pela revista Voetbal International em 2000, além de ter sido condecorado com a Ordem de Orange-Nassau.
Fora dos gramados, foi gerente de vendas da Heineken e líder do Partido Popular para a Liberdade e Democracia nos conselhos municipais de Leidschendam e Voorburg.

## Morte
Em 10 de novembro de 2020, Corver faleceu aos 84 anos, após uma longa batalha contra uma doença terminal não divulgada.